# غوردون فاغنر
غوردون فاغنر (بالإنجليزية: Gordon Wagner)‏ هو رسام أمريكي، ولد في 13 أبريل 1915 في كاليفورنيا في الولايات المتحدة، وتوفي في 1987.